# 甲斐飯野駅
甲斐飯野駅（かいいいのえき）は、山梨県中巨摩郡白根町（現・南アルプス市）飯野にあった山梨交通電車線の駅である。

## 概要
在家塚地区から飯野地区に入ってすぐの場所にあった駅で、相対式2面2線の交換可能駅であったが、交換設備は末期の頃には使用停止となっていた。この駅の構内からいきなり線路が南に進路を変えていたため、ホームにはかなりきついカーブがかかっていた。線内で一番標高が高い場所に位置していた駅である。
駅名は当初国名がつかず単に「飯野」であったが、国鉄との連帯運輸が始まったことを受けて1950年（昭和25年）に国名を冠した。

## 歴史
- 1930年（昭和5年）5月1日：飯野駅として開業。
- 1950年（昭和25年）9月10日：国鉄との連帯運輸開始に伴い、甲斐飯野駅に改称。
- 1962年（昭和37年）7月1日：路線廃止により廃駅。

## 廃線後の状況
専用軌道の跡地である「廃軌道」上に跡が存在する。駅の直前、「在家塚」交差点で4車線の道路が終わり、また前のように2車線の道に戻ってカーブの真ん中あたりにある建物に挟まれた空き地が駅の跡である。

## 隣の駅
山梨交通
電車線
在家塚駅 - 甲斐飯野駅 - 倉庫町駅